# Nakajima C3N
Nakajima C3N (яп. 九七式艦上偵察機 Палубний розвідник Тип 97) — палубний літак-розвідник Імперського флоту Японії  періоду Другої світової війни.

## Історія створення
Наприкінці 1935 року Імперський флот Японії склав технічне завдання 10-Сі на побудову двох палубних літаків: бомбардувальника-торпедоносця та дальнього розвідника.
Технічні вимоги до розвідника включали максимальний розмах крил не більше 14 м, довжину не більше 10м, максимальну швидкість не менше 370 км/г, дальність польоту не менше 2 200 км. Екіпаж мав складатись з 3 чоловік для навігації на просторах океану.
Компанія Nakajima взяла участь у конкурсі. Проєкт ударного літака під внутрішньою назвою K (Який згодом став літаком Nakajima B5N) очолив Кацумі Накамура, проєкт розвідника (внутрішня назва S) - Ясуда Фукуда. Обидві групи співпрацювали між собою, обмінювались конструкторськими рішеннями, уніфікували різні вузли та агрегати, спрощуючи процеси виробництва літаків.
Ясуда Фукуда взяв за основу проєкт легкого бомбардувальника Nakajima Ki-31, який відкинули ВПС Імперської армії Японії. Це був суцільнометалевий моноплан з двигуном
Nakajima Hikari 2. Літак був озброєний двома 7,7-мм кулеметами - одним нерухомим, який стріляв уперед, і одним у задній турелі.
У жовтні 1936 року був готовий перший прототип, незабаром був випущений другий прототип, і обидва літаки були передані флоту для випробувань. Випробування тривали близько року, і у вересні 1937 року літак був прийнятий на озброєння під назвою «Палубний розвідник Тип 97» (або C3N1).
Незабаром був завершений і ударний літак, який був прийнятий на озброєння у січні 1937 року під назвою B5N1. Його додатковим призначенням було виконання розвідувальних польотів. Таким чином, B5N1 міг виконувати функції палубного розвідувального літака, і внаслідок цього C3N1 у серійне виробництво запущений не був.
Два вже збудовані літаки в період з 1937 по 1940 рік використовувались в районі Шанхаю та Ханькоу, де брали участь у японсько-китайській війні.

## Тактико-технічні характеристики (C3N1)

### Технічні характеристики
- Екіпаж: 3 чоловік
- Довжина: 10,00 м
- Розмах крил: 13,95 м
- Площа крил: 30,00 м²
- Маса порожнього: 1 805 кг
- Маса спорядженого: 3 000 кг
- Двигун: 1 х Nakajima Hikari 2
- Потужність: 750-840 к. с.

### Льотні характеристики
- Крейсерська швидкість: 300 км/г
- Максимальна швидкість: 387 км/г
- Практична дальність: 2 262 км
- Практична стеля: 6 670 м

### Озброєння
- Кулеметне:
  - 2× 7,77 мм кулемети